# India Ferrah
India Ferrah, nombre artístico de Shane Richardson, es un drag queen y diseñador de vestuario estadounidense más conocido por competir en la temporada 3 de RuPaul's Drag Race. Richardson se crio en Roanoke (Virginia), salió del armario como gay y empezó a actuar como drag queen con el nombre de India Ferrah durante su adolescencia. Más tarde vivió en Dayton (Ohio), y actúa regularmente en Las Vegas. India Ferrah compitió en la quinta temporada de RuPaul's Drag Race: All Stars.

## Primeros años
Richardson se crio en Roanoke, Virginia. Empezó a llevar vestidos y maquillaje a los 12 años, y aprendió a coser a los 14 años. Richardson salió del armario como gay a una edad temprana, y a los 18 años ya actuaba como India Ferrah. Su nombre drag vino del novio de su hermano, quien también fue su madre drag.

## Carrera

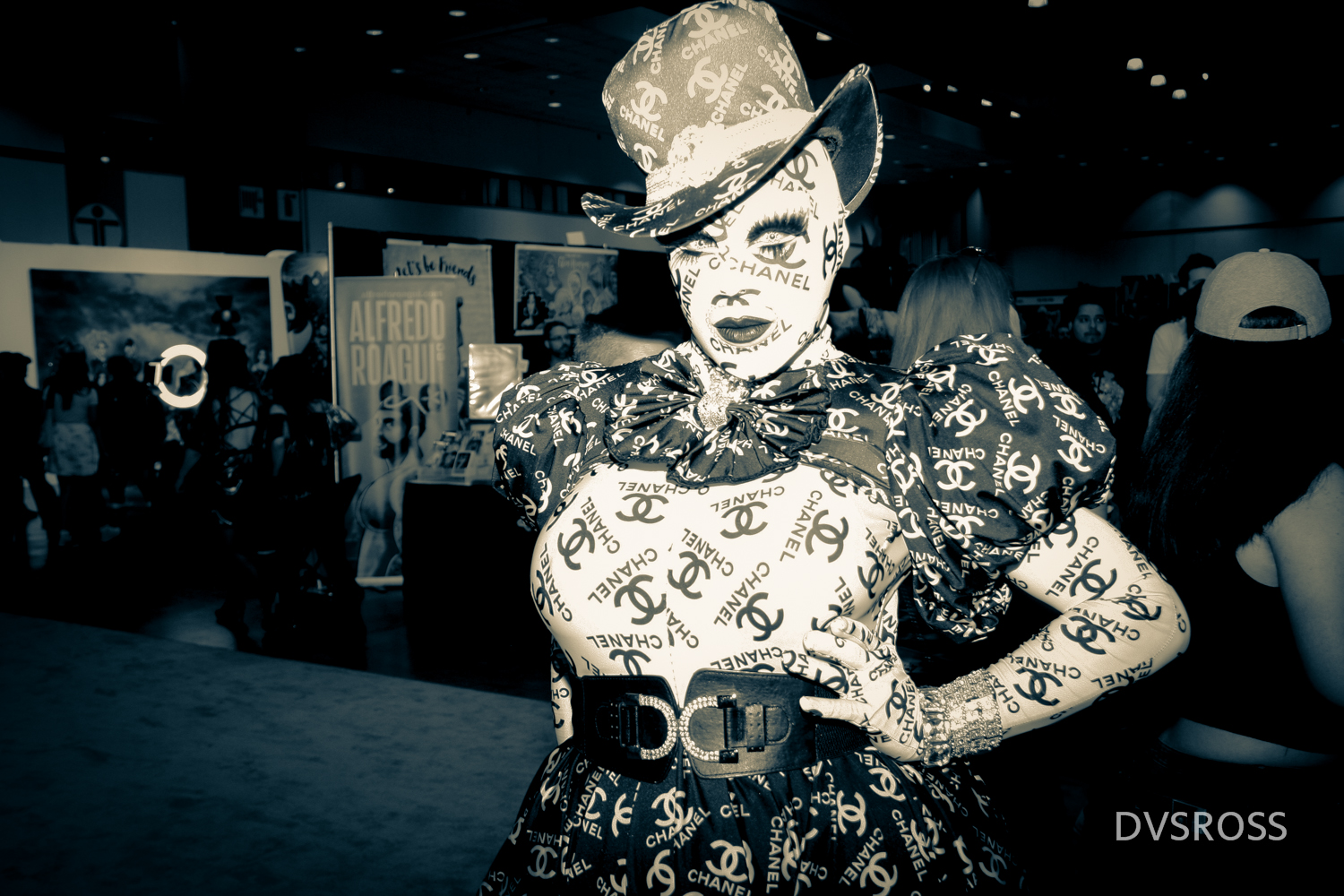
India Ferrah en 2017

India Ferrah ha trabajado como artista drag y diseñador de vestuario, y fue nombrado Miss Gay Roanoke en 2006. Ganó el Heart of Ohio All American Goddess Pageant en 2008. Actuó regularmente en el Piranha Nightclub de Las Vegas, a partir de 2014, y ha sido copresentador de concursos.

### Franquicia deRuPaul's Drag Race
India Ferrah compitió en la temporada 3 (2011) de RuPaul's Drag Race Fue el concursante más joven de la temporada, con 23 años. India Ferrah fue levantada sin permiso por su compañera de concurso Mimi Imfurst durante su lip sync con la canción "Don't Leave Me This Way" de Thelma Houston durante el cuarto episodio; el incidente ha sido descrito como "infame", y provocó que RuPaul aplicará una nueva regla: "el drag no es un deporte de contacto".

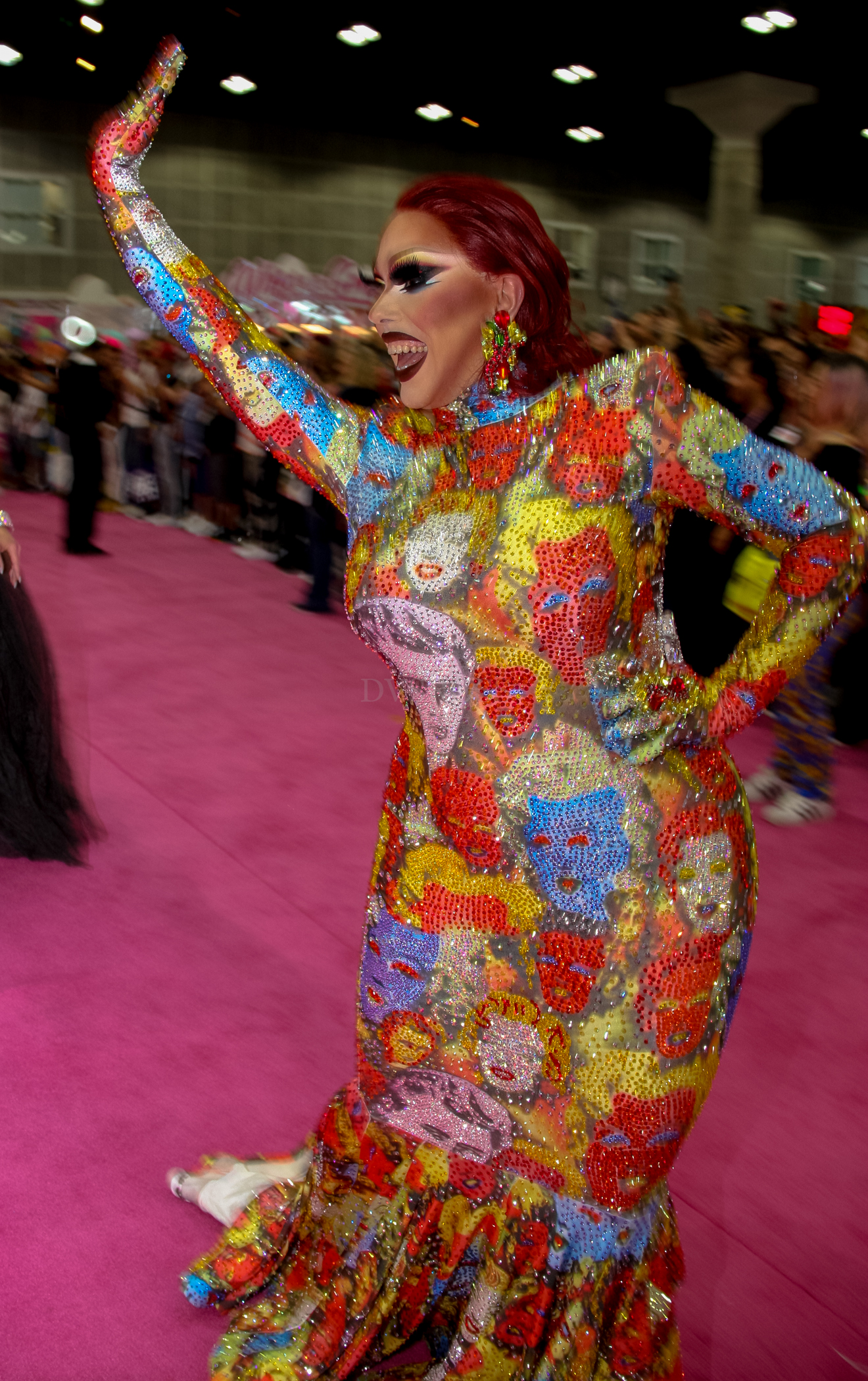
India Ferrah en 2019

Tanner Stransky, de Entertainment Weekly, calificó el intercambio como "uno de los segundos más divertidos" de la historia del programa hasta la fecha. En 2013, Alexander Kacala, de la revista Philadelphia, dijo que el incidente era "probablemente el peor lip sync de la historia" en su lista de las "5 mejores batallas de lip sync de RuPaul's Drag Race de todos los tiempos". Timothy Allen, de Queerty, incluyó la batalla en su lista de 2014 de los "momentos más impactantes y controvertidos" de la serie, y Brian Moylan, de The Guardian, incluyó el lip sync en su resumen de 2017 de los "10 mejores momentos del reality show más fabulosos de la televisión". India Ferrah fue eliminada por Stacy Layne Matthews en el quinto episodio, quedando en décimo lugar, tuvo una "ruptura pública" con el drag y criticó la serie inmediatamente después de su aparición, pero se recuperó de la experiencia y trabajó para redimir su imagen.
India Ferrah ha aparecido en la RuPaul's DragCon LA y en la RuPaul's DragCon UK, y sigue haciendo giras y presentando festividades del orgullo en todo Estados Unidos. Está previsto que aparezca en RuPaul's Drag Race Live! (2020), un espectáculo de variedades en el Flamingo Las Vegas, y compitió en la temporada 5 de RuPaul's Drag Race: All Stars (2020). Ganó el primer reto de la temporada y realizó el lip sync contra la ganadora de la undécima temporada, Yvie Oddly.
Kevin O'Keeffe, de Mic.com, clasificó a India Ferrah en el número 104 en su "clasificación definitiva" de 2016 de las 113 concursantes de RuPaul's Drag Race. El colaborador de Thrillist Brian Moylan la clasificó en el número 111 en su lista similar de 2017, y dijo que tenía "uno de los peores nombres de drag queen de todos los tiempos". En 2018, Ryan Shea de Instinct clasificó a India Ferrah en el número 112 en su "lista definitiva" de todas las 126 concursantes, escribiendo: "Dulce reina, pero solo recordada por ser levantada por Mimi Imfurst." En 2019, la concursante de la temporada 11 Kahanna Montrese nombró a India Ferrah como su exalumna "infravalorada favorita".

## Vida personal
Richardson vivió con su esposo en Dayton (Ohio), a principios de la década de 2010. Actualmente vive en Las Vegas, desde 2014 con su actual pareja Savannha F. James ( Rolando García.) Tiene un hermano que también es gay.

## Discografía
Como artista invitado
| Title                                                                            | Año  | Álbum              |
| -------------------------------------------------------------------------------- | ---- | ------------------ |
| "I'm in Love" (juntó con el elenco de RuPaul's Drag Race All Stars, Temporada 5) | 2020 | Sencillo sin álbum |

## Filmografía

### Televisión
| Año  | Título                                               | Papel    |
| ---- | ---------------------------------------------------- | -------- |
| 2011 | RuPaul's Drag Race (temporada 3)                     | Él mismo |
| 2011 | RuPaul's Drag Race: Untucked                         | Él mismo |
| 2020 | RuPaul's Drag Race: All Stars (temporada 5)          | Él mismo |
| 2020 | RuPaul's Drag Race All Stars: Untucked (temporada 5) | Él mismo |